# Raffaele
Raffaele ist eine italienische Form des männlichen Vornamens Raphael. Eine ebenfalls italienische Variante des Namens ist Raffaello.

## Namensträger

### Form Raffaele
- Raffaele Abecco (1836–1879), italienischer Harfenist, Sänger (Tenor) und Komponist
- Raffaele Alberti (1907–1951), italienischer Motorradrennfahrer
- Raffaele Andreassi (1924–2008), italienischer Dichter, Journalist und Dokumentarfilmer
- Raffaele Baratta (1889–1973), italienischer römisch-katholischer Bischof
- Raffaele Bendandi (1893–1979), italienischer Uhrmacher
- Raffaele Bianco (* 1987), italienischer Fußballspieler
- Raffaele Calabro (1940–2017), italienischer römisch-katholischer Bischof
- Raffaele Carlesso (1908–2000), italienischer Bergsteiger
- Raffaele Cecco (* 1967), britischer Computerspiele-Programmierer
- Raffaele Cutolo (1941–2021), ein Boss der neapolitanischen Camorra
- Raffaele De Rosa (Politiker)  (* 1973), Schweizer Ökonom und Politiker (CVP)
- Raffaele De Rosa (Rennfahrer)  (* 1987), italienischer Motorradrennfahrer
- Raffaele Farina (* 1933), italienischer Ordenspriester und Kurienkardinal
- Raffaele Ferrara (* 1976), italienischer Radrennfahrer
- Raffaele Festa Campanile (* 1961), italienischer Fernsehregisseur
- Raffaele Garofalo (1851–1934), italienischer Jurist und Kriminologe
- Raffaele Giammaria (* 1977), italienischer Rennfahrer
- Raffaele Illiano (* 1977), italienischer Radrennfahrer
- Raffaele Lombardo (* 1950), italienisch-sizilianischer Politiker
- Raffaele Marciello (* 1994), italienischer Rennfahrer
- Raffaele Mertes (* 1956), italienischer Kameramann und Filmregisseur
- Raffaele Molin (1825–1887), italienischer Mediziner, Parasitologe und Hochschullehrer
- Raffaele Palladino (* 1984), italienischer Fußballspieler
- Raffaele Paparella (1915–2001), italienischer Comiczeichner
- Raffaele Petrucci (1472–1522), italienischer Kardinal
- Raffaele Piria (1814–1865), italienischer Arzt und Chemiker
- Raffaele Pucino (* 1991), italienischer Fußballspieler
- Raffaele Riario (1460–1521), italienischer Kunstmäzen „Kardinal Riario“
- Raffaele Riefoli (* 1959), italienischer Sänger und Songwriter Raf
- Raffaele Sannitz (* 1983), Schweizer Eishockeyspieler
- Raffaele Scapinelli di Leguigno (1858–1933), italienischer Kurienkardinal der römisch-katholischen Kirche
- Raffaele Scorzoni (1902–1975), italienischer Fußballschiedsrichter und -funktionär
- Raffaele Sorrentino (* 1980), italienischer Pokerspieler

### Form Raffaello
- Raffaello de Banfield (1922–2008), britischer Komponist
- Raffaello Caserta (* 1972), ehemaliger italienischer Säbelfechter
- Raffaello Degruttola (* 1972), britischer Schauspieler
- Raffaello Funghini (1929–2006), Kurienerzbischof der römisch-katholischen Kirche
- Raffaello Gambino (1928–1989), italienischer Wasserballspieler
- Raffaello Giolli (1889–1945), italienischer Architekturkritiker
- Raffaello Giovagnoli (1838–1915), italienischer Schriftsteller und Historiker
- Raffaello Leonardo (* 1973), ehemaliger italienischer Ruderer
- Raffaello Kramm (* 1970), deutscher Schauspieler
- Raffaello Magiotti (1597–1656), italienischer Physiker, Mathematiker und Astronom
- Raffaello Martinelli (* 1948), italienischer Bischof
- Raffaello da Montelupo (~1505–1566), italienischer Bildhauer und Baumeister
- Raffaello Nasini (1854–1931), italienischer Chemiker und Professor
- Raffaello Politi (1783–1865), italienischer Maler und Archäologe
- Raffaello Santi (1483–1520), italienischer Maler und Architekt der Hochrenaissance, siehe Raffael
- Raffaello Vanni (1595–1673), italienischer Maler des Barock

### Familienname
- Tina Raffaele (* 1974), US-amerikanischen Schriftstellerin
- Virginia Raffaele (* 1980), italienische Komikerin und Schauspielerin